# Echte palingen
Echte palingen zijn palingen uit de familie Anguillidae. Deze familie heeft maar twee geslachten: Anguilla en Neoanguilla. De familie behoort tot de orde palingachtigen of Anguilliformes. In deze orde zitten meerdere families die ook wel met aal dan wel met paling worden aangeduid. Een voorbeeld is de kongeraal (Conger conger), die niet tot de echte palingen, maar tot de zeepalingen behoort.
Het geslacht Anguilla en de familie Anguilidae heeft, afhankelijk van de taxonomische opvattingen van de auteurs 15 tot 23 soorten. FishBase onderscheidt 19 soorten.
Alle palingen hebben een lang, cilindrisch lichaam met een meestal zeer lange rugvin. Voor de voortplanting trekt de paling naar zee, maar het grootste deel van zijn leven zwemt deze in zoet water. Diverse soorten paling zijn belangrijke vissoorten in de visserij en het kunstmatig kweken van palingen voor de consumptie is een snel groeiende industrie. In de natuur zetten palingen alleen eitjes af in een bepaald gebied. De gewone paling (Anguilla anguilla), die in België en Nederland het bekendst is, trekt voor het afzetten van viskuit naar de Sargassozee. De Japanse paling (Anguilla japonica) trekt naar een gebied in de Filipijnenzee ten westen van de Noordelijke Marianen.